# Tűztorony (Szécsény)
A szécsényi tűztorony egy barokk stílusú tűztorony, ami a 18. században épült. A helytörténeti kutatások kiderítették, hogy 1718-tól fából, majd 1820-tól kőből készült harangtorony állt itt. A mai tornyot 1893-ban építették. Az átépítés során magas, törtvonalú sisak került a régi, barokk hagymasisak helyére. Az alsó két helyiség boltozott.
A második világháború során a toronytól 80 méterre bomba robbant, sokan ennek tulajdonították az építmény elferdülését.
Sokkal valószínűbb, hogy a talaj egy agyagrétegének lassú elcsúszása miatt következett be a dőlés.
A toronyban ma a tűzoltás történetét bemutató állandó kiállítás található.